# Mistrzostwa Europy w Podnoszeniu Ciężarów 1906
Mistrzostwa Europy w Podnoszeniu Ciężarów 1906 – 9. edycja mistrzostw europy w podnoszeniu ciężarów, która odbyła się 6 listopada 1906 w Hadze (Holandia ). Startowali tylko mężczyźni w 1 kategorii wagowej.

## Medaliści
| Kategoria: | Złoto:         | Wynik  | Srebro:           | Wynik  | Brąz:                 | Wynik  |
| + 82,5 kg  | Heinrich Rondi | 278 kg | Albert Dorregeest | 264 kg | Heinrich Schneidereit | 260 kg |

## Klasyfikacja medalowa
| Miejsce | Reprezentacja        | Złoto | Srebro | Brąz | Razem |
| 1.      | Cesarstwo Niemieckie | 1     | 0      | 1    | 2     |
| 2.      | Holandia             | 0     | 1      | 0    | 1     |